# Славик, Нике
Нике Славик (нем. Nyke Slawik; род. 7 января 1994, Леверкузен, Северный Рейн-Вестфалия) — немецкий политик, депутат Бундестага от земли Северный Рейн-Вестфалия, избранная по списку партии «Союз 90 / Зелёные». После избрания в ходе парламентских выборов 2021 года Славик и её коллега по партии Тесса Гансерер стали первыми открыто трансгендерными депутатами Бундестага.

## Биография
Славик родилась и выросла в городе Леверкузен, земля Северный Рейн-Вестфалия. В 2012 году поступила в университет имени Генриха Гейне в Дюссельдорфе, где специализировалась на изучении Англии и США, а также на медиа и коммуникациях. Во время учёбы ездила учиться в Лестер, Великобритания, и стажировалась в Европейском парламенте в Брюсселе.
В 2009 году присоединилась к «Зелёной молодёжи», молодёжной организации партии «Зелёных». В 2013—2015 годах была членом дюссельдорфского отделения «Зелёной молодёжи». В 2015—2017 годах была членом отделения «Зелёной молодёжи» по земле Северный Рейн-Вестфалия. В 2017 году выдвигалась на выборах в Ландтаг Северного Рейна-Вестфалии. В 2019 году выдвигалась на выборах в Европейский парламент. С 2018 года являлась помощницей депутатов ладтага Вибке Бремса и Маттиаса Больте.
На парламентских выборах 2021 года была выдвинута по списку партии «Союз 90 / Зелёные» от Северного Рейна-Вестфалии и избралась в Бундестаг, став, наряду с её коллегой по партии Тессой Гансерер, одной из двух первых открыто трансгендерных депутатов Бундестага. Ранее в Бундестаге заседал Кристиан Шенк, однако он совершил каминг-аут как транс-мужчина лишь после завершения срока депутатских полномочий.

## Политические взгляды
Славик поддерживает срочные меры по борьбе с глобальным потеплением, включая отказ от сжигания угля к 2030 году и 100%-е обеспечение энергией из возобновляемых источников. Она также поддерживает прекращение строительства новых дорог и перенаправление освободившихся средств на финансирование устойчивого транспорта.
Она является сторонницей поднятия минимального размера оплаты труда в Германии до 12 евро в час, увеличения выплат безработным по программе Hartz IV до 50 евро и устранения некоторых ограничений для участия в этой программе.
Также Славик поддерживает введение федерального закона, требующего предоставления женщинам не менее 50% мест в немецких парламентах и советах директоров, введение закона о праве трансгендерных людей на самоидентификацию и борьбу с неравенством в оплате труда мужчин и женщин.
Она поддерживает уменьшение минимального избирательного возраста до 16 лет.